# 父親年齢効果
父親年齢効果（ちちおやねんれいこうか、英: Paternal age effect）とは、女性が受胎した時の父親の年齢と子どもに対する生物学的影響の間の統計的関係のことである。そのような影響は出生体重、先天性疾患、平均余命、および心理的転帰に関連することがある。2017年のレビューでは、深刻な健康影響が高齢の父親と関連しているが、父親の年齢が原因となる問題の総増加は低いことが判明した。出生時の平均父親年齢は多くの国で1960年から1980年の間に最低点に達し、それ以降は増加しているが、歴史的に前例のないレベルには達していない。父親年齢の上昇は主要な公衆衛生上の懸念とは見なされていない。
精子の遺伝的品質、および量と運動性は年齢とともに低下する可能性があり、集団遺伝学者のジェームズ・F・クロウは「ヒトゲノムに対する最大の突然変異健康ハザードは生殖能力のある高齢男性である」と主張している。
父親年齢効果は最初に1912年に医師のヴィルヘルム・ヴァインベルクによって暗示的に提案され、1955年に精神科医のライオネル・ペンローズによって明示的に提案された。DNAベースの研究はより最近、1998年に親子鑑定の文脈で始まった。

## 健康影響
父親年齢効果の証拠はいくつかの状態、疾患、およびその他の影響について提案されている。これらの多くでは、関連の統計的証拠は弱く、関連は交絡因子または行動の違いによって関連している可能性がある。父親年齢との相関を示すと提案されている状態には次のものが含まれる：

### 単一遺伝子疾患
高齢の父親は、FGFR2、FGFR3およびRET遺伝子の突然変異によって引き起こされる特定の単一遺伝子疾患のリスク増加と関連している可能性がある。これらの状態はエイペルト症候群、クルーゾン症候群、ファイファー症候群、軟骨無形成症、致死性骨異形成症、多発性内分泌腫瘍症2型、多発性内分泌腫瘍症2b型である。最も顕著な影響は軟骨無形成症（小人症の一形態）に関するもので、50歳以上の男性が父親となった子どもでは約1,875人に1人の割合で発生する可能性がある一方、一般集団では15,000人に1人である。しかし、軟骨無形成症のリスクは臨床的には依然として無視できると考えられている。FGFR遺伝子は、特に利己的な精原細胞選択による父親年齢効果の影響を受けやすい可能性があり、高齢男性の精原細胞突然変異の影響は、特定の突然変異を持つ細胞が他の細胞よりも選択的優位性を持つため強化される（§ DNA突然変異を参照）。

### 妊娠への影響
いくつかの研究では、高齢の父親は流産リスクの増加と関連していることが報告されている。関連の強さは研究によって異なる。これらの流産は高齢の男性の精子における染色体異常によって引き起こされると示唆されている。45歳以上の男性が父親である妊娠では死産リスクの増加も示唆されている。

### 出生結果
2010年に発表されたシステマティック・レビューは、父親年齢と乳児の低出生体重リスクのグラフが「受け皿型」（U字型）であると結論づけた。つまり、最も高いリスクは父親年齢が低い場合と高い場合に発生する。参照グループとして25〜28歳の父親年齢と比較すると、低出生体重のオッズ比は父親年齢が20歳の場合は約1.1、50歳の場合は約1.2であった。父親年齢と早産やSGA児との関連は見られなかった。

### 精神疾患
統合失調症は高齢の父親と関連している。自閉症スペクトラム障害（ASD）と高齢の父親を調査したいくつかの研究では、両者の間に関連が示されているが、高齢出産でも増加が見られるようである。
ある研究では、双極症（特に早期発症型）のリスクはJ字型で、20〜24歳の父親を持つ子どもで最もリスクが低く、若い父親では2倍のリスク、50歳以上の父親では3倍のリスクがある。母親の年齢との同様の関係は見られない。第二の研究でも50歳以上の父親と25歳未満の父親の両方で統合失調症のリスクが見られた。若い父親でのリスクは男児のみに影響を与えることが指摘された。
2010年の研究では、親の年齢と精神病性障害の関係は、父親の年齢よりも母親の年齢との関連が強いことが分かった。
2016年のレビューでは、報告された関連性の背後にあるメカニズムはまだ明確ではなく、精神疾患に罹患しやすい個人が高齢での父親になることを選択するという選択の証拠と、原因となる突然変異の証拠の両方があると結論づけた。議論されているメカニズムは相互に排他的ではない。
2017年のレビューでは、大多数の研究が高齢の父親と自閉症および統合失調症との関連を支持しているが、他の精神疾患との関連については説得力が低く、また一貫性のない証拠があると結論づけた。

### がん
父親の年齢は乳癌リスクの増加と関連している可能性があるが、その関連は弱く、交絡効果がある。
2017年のレビューによると、父親年齢の増加に伴う小児急性リンパ性白血病発生率の増加については一貫した証拠がある。他の小児がん（例えば網膜芽細胞腫）との関連についての結果はより混合しているか、一般的に否定的である。

### 糖尿病
高齢の父親は1型糖尿病のリスク因子として示唆されているが、研究結果は一貫性がなく、明確な関連性は確立されていない。

### ダウン症候群
ダウン症候群に関して父親年齢効果が存在する可能性があるが、母親年齢効果と比較すると小さい。

### 知能
2005年のレビューでは、父親年齢と低知能指数（IQ）の間にU字型の関係が見られた。最高のIQは25〜29歳の父親で見られ、25歳未満および29歳以上の父親はIQの低い子どもを持つ傾向があった。また「少なくとも他の半ダースの研究が父親年齢とヒトの知能の間の有意な関連性を示している」ことも明らかになった。2009年の研究では8ヶ月、4歳、7歳の子どもを調査し、父親年齢が高いほど使用されたほぼすべての神経認知テストのスコアが低くなるのに対し、母親年齢が高いほど同じテストのスコアが良くなることがわかった。これは2005年のレビューで観察された効果とは逆であり、母親の年齢は父親の年齢よりも若い年齢で低い知能と相関し始めることがわかった。しかし、他の2つの過去の研究は2009年の研究結果と一致していた。2009年の論文に付随する社説では、父親年齢と知能に関する研究において社会経済状況を制御することの重要性が強調された。2010年のスペインの研究でも、高齢の父親と知的障害との関連が見られた。
一方、後の研究では、以前に報告された負の関連性は、特に親の知能と教育などの交絡因子によって説明できるという結論に達した。2009年の研究の再分析では、父親年齢効果は母親の教育と兄弟の数を調整することで説明できることがわかった。2012年のスコットランドの研究では、最初は逆U字型の関連だったものが両親の教育と社会経済的地位、および兄弟の数を調整した後、父親年齢と知能の間に有意な関連は見られなかった。2013年の50万人のスウェーデン人男性を対象とした研究では、兄弟を比較して遺伝的交絡を調整したところ、父親年齢と子孫のIQの間に関連は見られなかった。2014年の別の研究では、父親年齢と子孫のIQの間に最初は正の関連が見られたが、親のIQを調整すると消失した。

### 平均余命
2008年の論文では、父親年齢と子どもの全体的な死亡率（つまり、18歳までの死亡率）の間にU字型の関連が見られた。相対的な死亡率は高かったが、遺伝的異常の発生率が比較的低いため、絶対数は少なかった。この研究は、子どもの死亡率に大きな影響を与える可能性のある母親の健康を調整していないとして批判されている。研究者たちはまた、父親年齢と子どもの傷害または中毒による死亡の相関を発見し、社会的および行動的交絡因子を制御する必要性を示した。
2012年、ある研究では父親年齢が高いほど最大2世代にわたって子孫のテロメア長が増加する傾向があることが示された。テロメア長は健康と死亡率に影響を与えるため、これは子孫の健康と老化率に影響を与える可能性がある。著者らは、この効果が集団に異なる社会的・生態的状況に適応して寿命をある程度可塑的に調整するメカニズムを提供する可能性があると推測した。

## 関連する社会的および遺伝的特徴
| 出生時の 父親の年齢 | 子どもの18歳誕生日前の 父親の死亡リスク |
| ------------------- | --------------------------------------- |
| 20                  | 1.5%                                    |
| 25                  | 2.2%                                    |
| 30                  | 3.3%                                    |
| 35                  | 5.4%                                    |
| 40                  | 8.3%                                    |
| 45                  | 12.1%                                   |

親は無作為に生殖のタイミングを決定するわけではない。これは、父親年齢効果が生殖のタイミングに関する社会的および遺伝的予測因子によって交絡される可能性があることを意味する。
シミュレーション研究は、疫学文献で報告されている精神障害に対する父親年齢効果は、突然変異だけで説明するには大きすぎると結論づけた。彼らは、精神疾患に対する遺伝的素因を持つ親が後に生殖する傾向があるというモデルが文献をよりよく説明すると結論づけている。
親になる年齢が高いほど、より安定した家庭環境とも関連しており、高齢の親は離婚したりパートナーを変えたりする可能性が低い。高齢の親はまた、より高い社会経済的地位を占め、子どもに対してより献身的で家族に満足していると報告する傾向がある。一方、父親が子どもが成人になる前に死亡するリスクは父親年齢とともに増加する。
遺伝的素因を調整するために、一部の研究では全兄弟を比較している。さらに、研究ではこれらの交絡因子の一部またはすべてを統計的に調整している。兄弟比較を使用するか、より多くの共変量を調整すると、しばしば父親年齢効果の方向性や大きさが変わる。例えば、フィンランドの国勢調査データを用いた研究では、父親年齢による子孫の死亡率の増加は親の喪失によって完全に説明できると結論づけた。一方、スウェーデンの260万件の記録に基づく集団ベースのコホート研究では、注意欠如多動症のリスクは兄弟を比較した場合のみ父親年齢と正の関連があることがわかった。

## メカニズム
父親年齢の増加が健康影響につながる可能性がある因果関係の連鎖はいくつか仮説が立てられている。異なる突然変異メカニズムを持つ様々なタイプのゲノム突然変異がある：
- 細胞のコピーエラーによって引き起こされる反復DNA（テロメアやマイクロサテライトなど）のDNA長突然変異
- 細胞のコピーエラーおよび放射線などの化学的・物理的侵襲によって引き起こされるDNAポイント突然変異
- 静止細胞で発生する可能性のある染色体の断裂と再配列
- DNAのメチル化など、特定の遺伝子を活性化または沈黙させる可能性があり、時には親から子へと受け継がれるエピジェネティックな変化

### テロメアとマイクロサテライトの長さ
テロメアは各染色体の両端にある反復的な遺伝子配列で、染色体の構造を保護する。男性が年をとるにつれて、ほとんどのテロメアは短くなるが、精子のテロメアは長くなる。高齢の父親の子孫は精子と白血球の両方でテロメアが長い。大規模な研究では、父親の年齢効果が示され、母親の年齢による独立した効果は示されなかった。この研究は双子を使用したため、父親年齢が不一致の兄弟を比較することはできなかった。テロメア長は70%が遺伝的であることが判明した。マイクロサテライトDNAの突然変異については、短い縦列反復（STR）DNAとしても知られており、12,000以上の親子鑑定済みの家族に対する調査では、マイクロサテライトDNAの突然変異率は非常に若い10代の父親と中年の父親の両方で上昇しているが、母親の年齢は影響がないことが示されている。

### DNAポイント突然変異
卵子形成とは対照的に、精子形成は生涯にわたるプロセスである。思春期後の毎年、精原細胞（精子の前駆体）は減数分裂的に約23回分裂する。40歳までに、精原細胞は約660回のそのような分裂を経験しており、20歳の時点では約200回である。これらの細胞分裂に先立つDNA複製の間にコピーエラーが発生することがあり、これが精子DNAにおける新たな（de novo）突然変異につながる可能性がある。
利己的精原細胞選択仮説では、高齢男性の精原細胞突然変異の影響は、特定の突然変異を持つ細胞が他の細胞に対して選択的優位性を持つためさらに強化されるとされている。このような優位性により、突然変異した細胞はクローン的拡大を通じて数を増やすことができる。特に、精原細胞の増殖を調節するRAS経路に影響を与える突然変異は、精原細胞に競争上の優位性を提供すると同時に、父親年齢に関連するRAS病につながる可能性がある。

### DNA断片化
過去20年間で、妊娠喪失および生殖補助技術の成功率の低下が、精子染色体の完全性の障害およびDNA断片化と関連しているという証拠が蓄積してきた。最近のシステマティックレビュー（考慮された19の研究のうち17が関連性を示した）では、高齢の父親はDNA断片化の有意な増加と関連していることが示された。

### エピジェネティックな変化

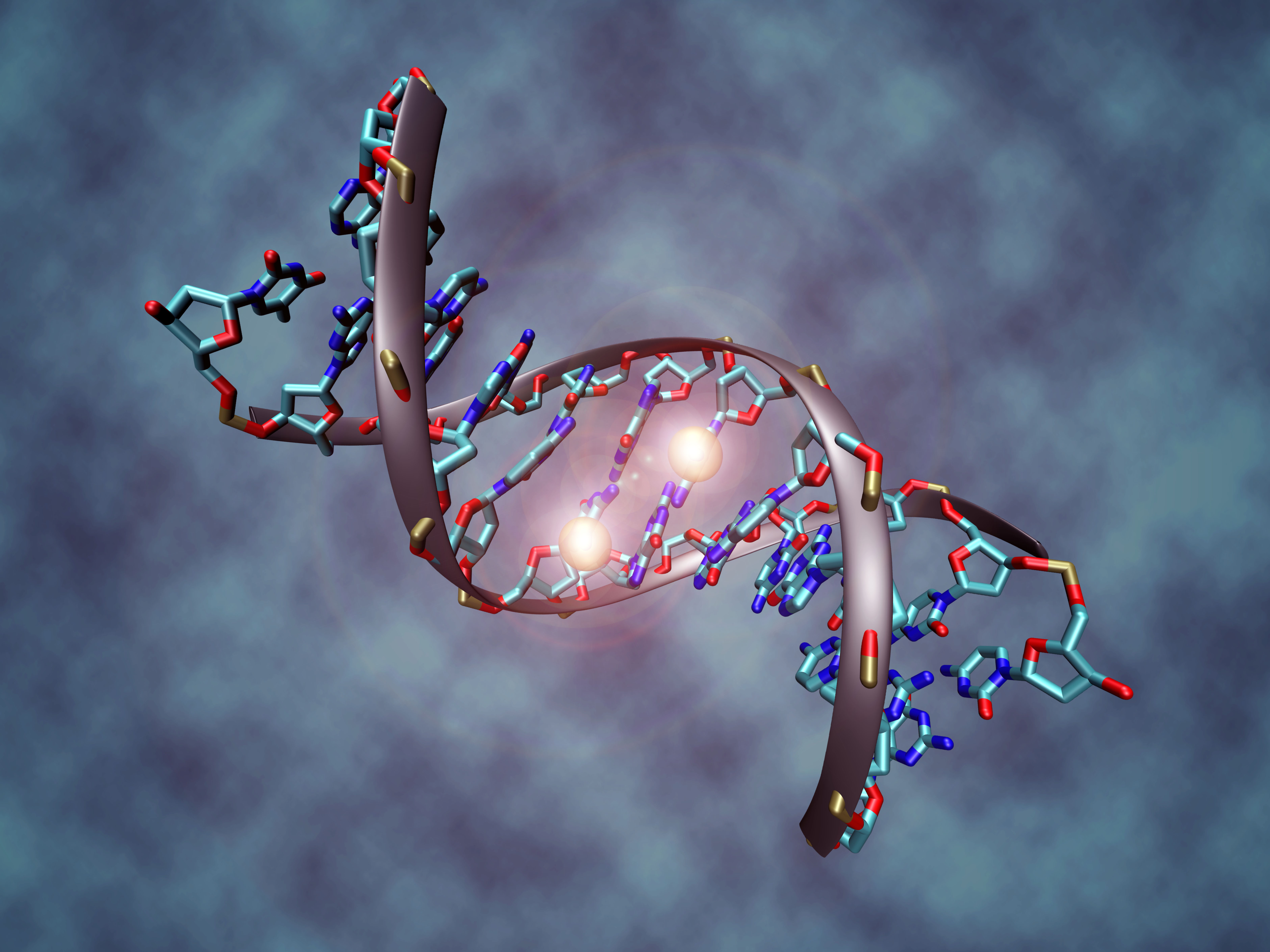
DNAメチル化

精子細胞の生成にはDNAメチル化が含まれ、これは遺伝子の発現を調節するエピジェネティックプロセスである。不適切なゲノム刷り込みやその他のエラーがこのプロセス中に発生することがあり、これは特定の障害に関連する遺伝子の発現に影響を与え、子孫の感受性を高める可能性がある。これらのエラーの頻度は年齢とともに増加するようである。これは統合失調症と父親年齢の関連性を説明できる可能性がある。父親年齢は転写リプレッサーRESTを動員するエピジェネティックメカニズムを介して、おそらく子孫の行動に影響を与える。

### 精液
2001年のレビューでは、男性の年齢による精液品質と生殖能力の変動について結論づけた。高齢の男性は精液量が少なく、精子運動性が低下し、正常な精子の割合が減少し、妊娠率が低下し、妊娠までの時間が延長し、特定の時点で不妊が増加する。女性パートナーの年齢を制御した場合、30歳未満の男性と50歳以上の男性を比較すると、妊娠率は23%から38%の相対的な減少が見られた。
2014年のレビューによると、男性の年齢が上がるにつれて、精液量や運動率のパーセンテージなど多くの精液特性の低下と関連している。しかし、このレビューでは、男性年齢の増加に伴い精子濃度は低下していないことも分かった。

### X連鎖効果
父親年齢効果を二つの異なるタイプに分類する人もいる。一つの効果は高齢の父親とその子孫における常染色体突然変異に直接関連する。もう一つの効果は、X染色体上の突然変異に関連する間接的な効果で、これらは娘に伝えられ、その後娘が伴性遺伝疾患を持つ息子を持つリスクがある。

## 歴史
高齢の男性と女性の子どもにおける先天性欠損は古代でも認識されていた。プラトンの国家第六巻で、ソクラテスは男性と女性は「人生の絶頂期」に子どもを持つべきであると述べている。これは女性では20歳、男性では30歳とされている。彼は、彼の提案する社会では、男性は50代で子どもを作ることを禁止されるべきであり、そのような結合の子孫は「闇と奇妙な欲望の子孫」とみなされるべきだと述べている。彼は犯罪者とその子孫に適切な処罰を与えるべきだと提案する。
1912年、ドイツの医師のヴィルヘルム・ヴァインベルクは、非遺伝性の軟骨無形成症のケースが同じ両親から早く生まれた子どもよりも末子に多い可能性があるという仮説を最初に立てた人物だった。ヴァインベルクは仮説において「父親年齢、母親年齢、出生順位を区別しなかった」。1953年、クルースは軟骨無形成症の文脈で「父親年齢効果」という用語を使用したが、誤ってこの状態が母親年齢効果を表していると考えた:375。軟骨無形成症に対する父親年齢効果は1955年にライオネル・ペンローズによって記述された。DNA レベルでは、父親年齢効果は1998年に通常の親子鑑定で初めて報告された。
父親年齢効果に対する科学的関心は、イギリス、オーストラリア、ドイツなどの国で平均父親年齢が上昇し、アメリカでは1980年から2006年の間に30〜54歳の父親の出生率が上昇したため、重要である。平均父親年齢の上昇の考えられる理由には、平均寿命の延長と離婚・再婚率の上昇がある。しかし、最近の平均父親年齢の上昇にもかかわらず、医学文献に記録されている最高齢の父親は1840年に生まれた。ジョージ・アイザック・ヒューズは二番目の妻との間に息子が生まれた時に94歳で、1935年のジャーナル・オブ・ジ・アメリカン・メディカル・アソシエーションの記事によると、彼の生殖能力は「医学的に決定的かつ肯定的に確認されている」と述べられており、1936年に96歳で娘を持った。

## 医学的評価
アメリカ医学遺伝学会は、高齢の父親の場合、胎児の発育を評価するために妊娠18〜20週での産科超音波検査を推奨しているが、「この手続きが関心のある多くの状態を検出する可能性は低い」と述べている。また、高齢の父親の標準的な定義はないことにも言及している。一般的に40歳以上と定義されるが、効果は特定の年齢で現れるというよりも、父親年齢に比例して直線的に増加する。2006年のレビューによると、高齢の父親のあらゆる悪影響は「キャリアの進展を遂げ、経済的安定を達成している可能性が高い高齢の父親に生まれた子どもにとっての潜在的な社会的利点と比較検討すべきである」とされている。
遺伝学者ジェームズ・F・クロウは、子どもの健康に直接目に見える影響を与える突然変異と、潜在的であるか子どもの健康に軽微な目に見える影響を与える突然変異を説明した。そのような軽微または潜在的な突然変異の多くは子どもの生殖を可能にするが、孫、曾孫、およびそれ以降の世代にとってはより深刻な問題を引き起こす。